# Parc archéologique de Santa Maria a Monte
Le Parc archéologique de Santa Maria a Monte (en italien : Parco Archeologico Santa Maria a Monte) est un site archéologique situé au sommet de l'ancien village de Santa Maria a Monte, dans la province de Pise, en Toscane,.
Le parc a été inauguré en 2013, après trente ans de fouilles coordonnées par les chaires d'archéologie médiévale d'abord de l'Université de Pise puis de l'Université de L'Aquila toujours sous la direction scientifique du professeur Fabio Redi et après une récupération longue et monumentale de la zone occupée par les vestiges archéologiques. Le site est protégé par des charpentes modernes, conçues par l'architecte Claudio Gioia. 

## Historique

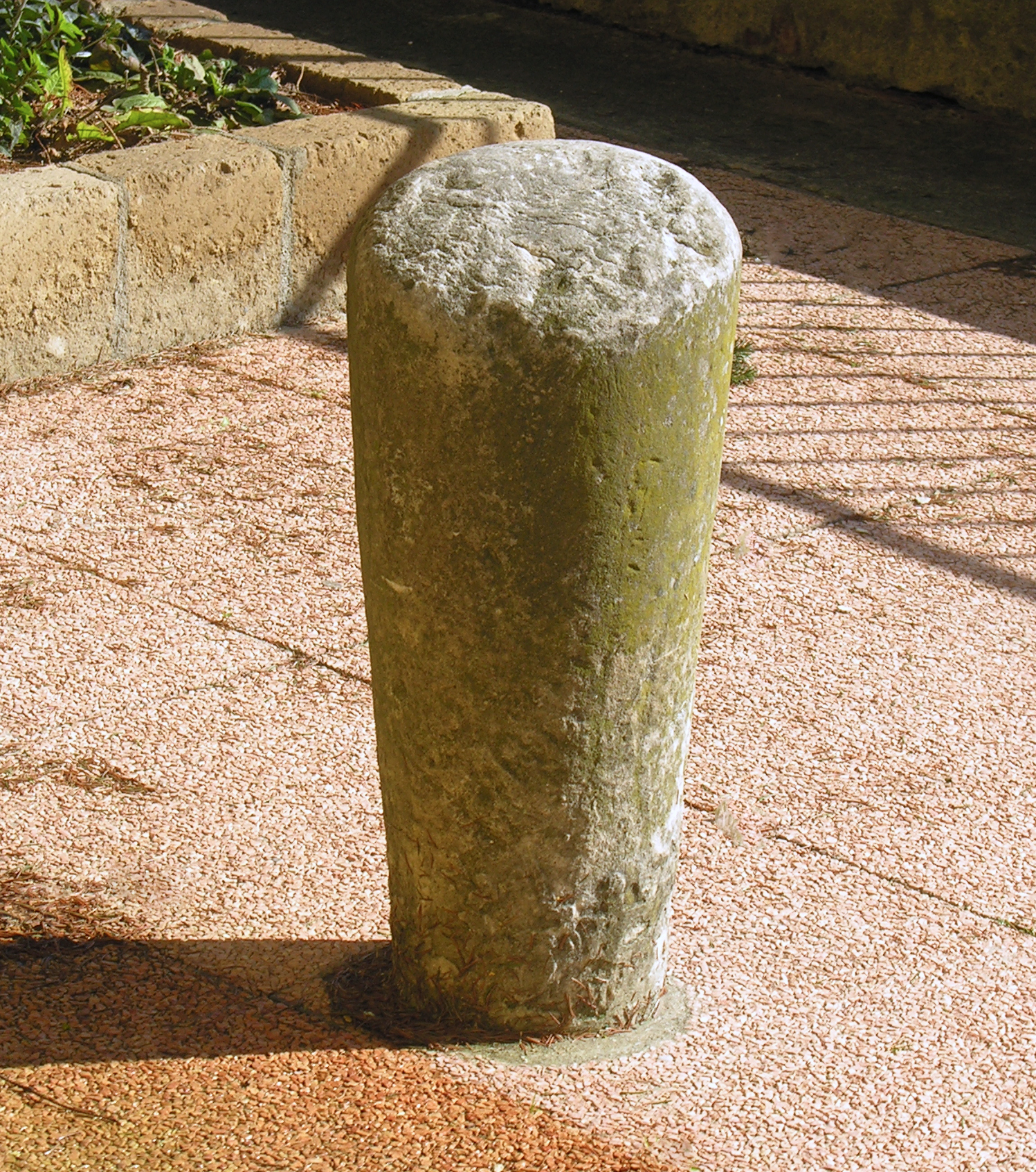
Cippe étrusque de Sant'Ippolito.

Les traces de vie les plus anciennes qui ont émergé des recherches remontent à la période étrusque, au moins au Ve siècle av. J.-C., lorsque le sommet de la ville était occupé par un village qui, bien que de taille modeste, montrait, à travers les typologies des matériaux, une certaine prospérité : les trouvailles sont d'origines et de valeurs diverses et quelques monnaies méritent d'être mentionnées, dont une grecque de l'Attique. 

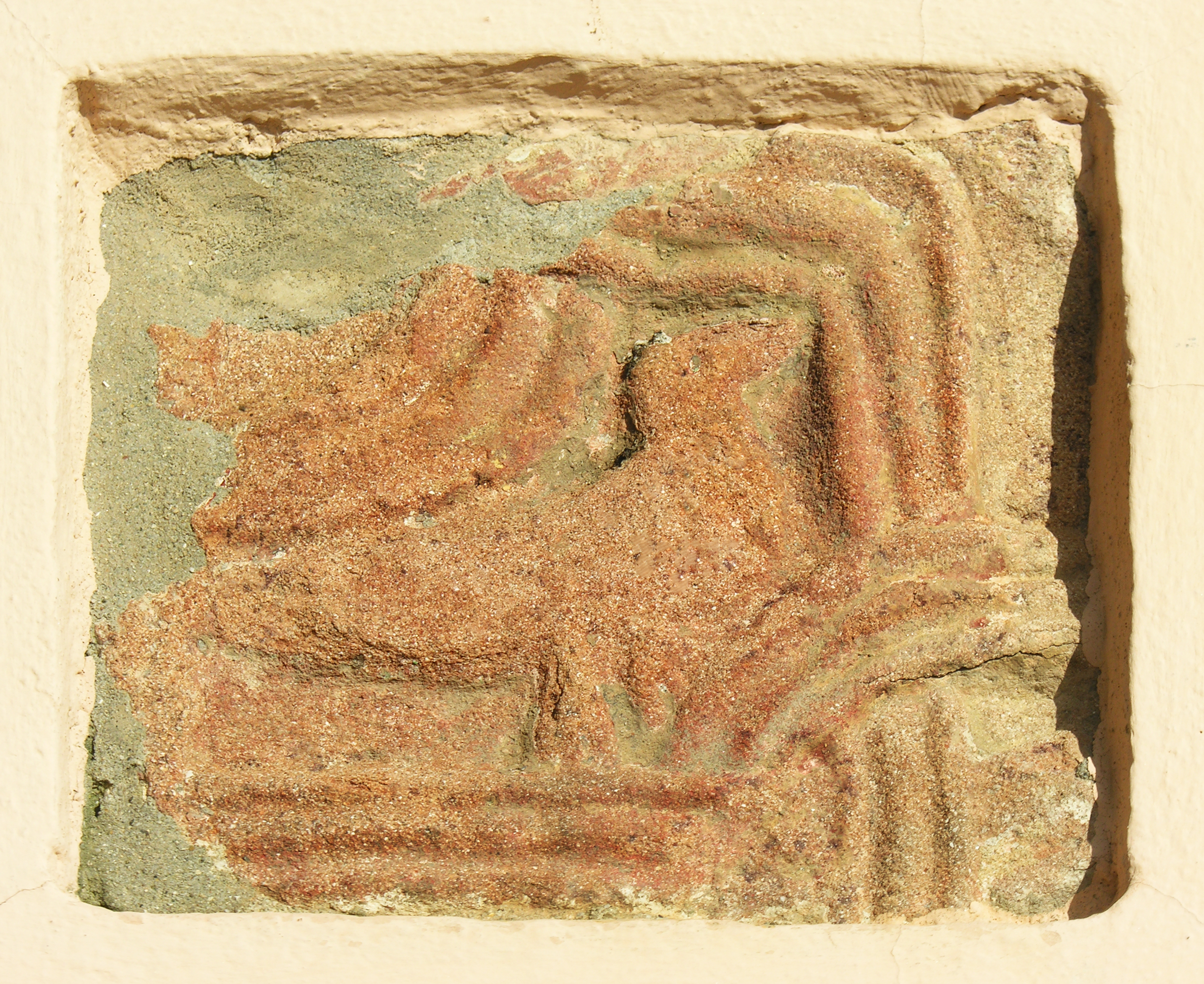
Objet archéologique des fouilles.

Dans la cour paroissiale, des traces de la présence étrusque dans la zone sont visibles : il s'agit d'une pierre sépulcrale étrusque en forme de massue, d'excellente facture et d'environ 70 cm de hauteur. Elle a été trouvée dans la plaine en contrebas mais appartenait à la nécropole d'un établissement des hautes terres ; ce fait permet que cet artéfact a été créé pour un habitant du village de Santa Maria a Monte. Avec la romanisation, le village fut abandonné et la population se déplaça vers la plaine, où elle prospéra tout au long des siècles jusqu'à la première partie du haut Moyen Âge (Ier siècle av. J.-C. au VIIIe siècle). Ici, également grâce à sa position privilégiée par rapport aux importantes routes terrestres et fluviales, l'église paroissiale de Sant'Ippolito est née non loin de Santa Maria a Monte, dans un lieu appelé Anniano. Les recherches archéologiques menées par Giulio Ciampoltrini de la Surintendance Archéologique de Toscane ont mis en évidence comment ce monument est né au IVe siècle, probablement en remplacement (et au-dessus des fondations) d'un martyrion païen (lieu de sépulture d'une famille importante de la région), démontrant la force de la nouvelle religion qui remplaçait, même matériellement, les anciens cultes.
L'église paroissiale de Sant'Ippolito est devenue pratiquement la propriété d'une famille d'origine lombarde qui, du plus ancien curé que nous connaissions, prend le nom de Famille des fils de Ghisperto ; cette famille se transmettait le titre de curé de fils en fils pendant au moins un siècle, ce qui n'était pas très étrange à l'époque. Probablement pour accroître son pouvoir sur le territoire, la dynastie des curés de Sant'Ippolito construisit la chapelle de Santa Maria entre 766 et 787 dans un lieu appelé Monte, alors désert. Bien qu'aucun document n'indique avec certitude que ce sont les curés de Sant'Ippolito qui ont construit cette église de leurs propres fonds, cela semble très probable, et cela peut être affirmé sur la base de l'abondante documentation écrite qui nous a été laissée, toutes conservées. dans les Archives de l'Archevêché de Lucques .

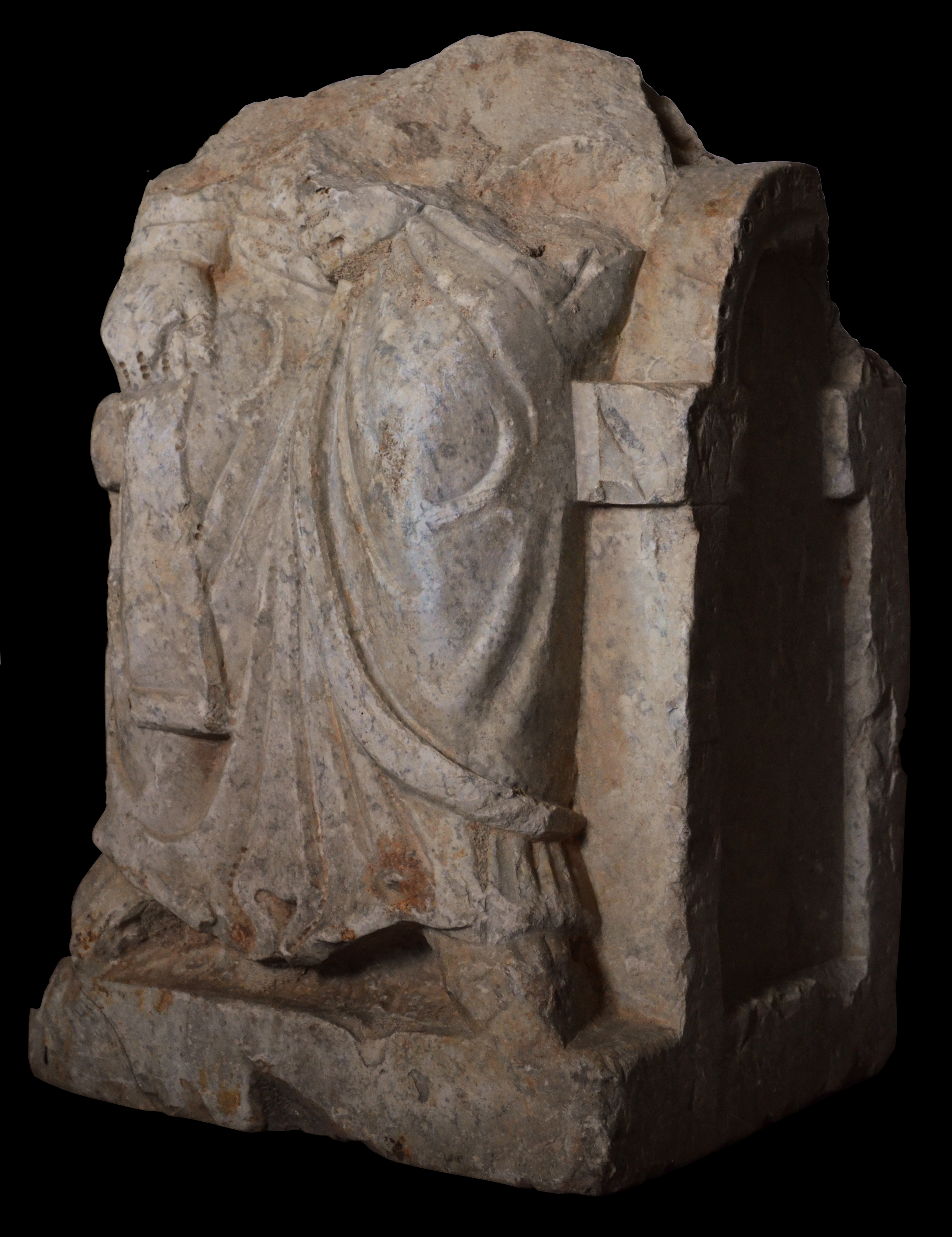
Sculpture attribuée à l'école Biduino.

Entre-temps, la partie supérieure de la colline avait été fortifiée par volonté de l'évêque de Lucques  (à l'époque Santa Maria a Monte appartenait à ce diocèse) : le château a été construit avant 906 et est le plus ancien de Lucques. À mesure que la population augmentait, l'importance de la communauté grandissait. Entre les années 1189 et 1200, l'église subit une nouvelle restauration, à la suite de laquelle les fonts baptismaux et le clocher furent reconstruits et l'église fut dotée d'une chaire en marbre d'une importance considérable ; récemment (mai 2013) a été trouvée une sculpture appartenant à l'origine à la chaire susmentionnée et attribuable à l'école Biduino.
La dernière phase de la vie de la zone concerne sa transformation progressive en forteresse (d'où le nom actuel du parc public La Rocca), d'abord par les Lucquois puis, enfin, par les Florentins, forteresse qui resta en usage jusqu'au début du XVIe siècle. De la forteresse, on peut voir de grandes sections de briques, reconnaissables à leur forme en pente et qui peuvent être admirées en divers points du village.

## Éléments conservés dans le parc

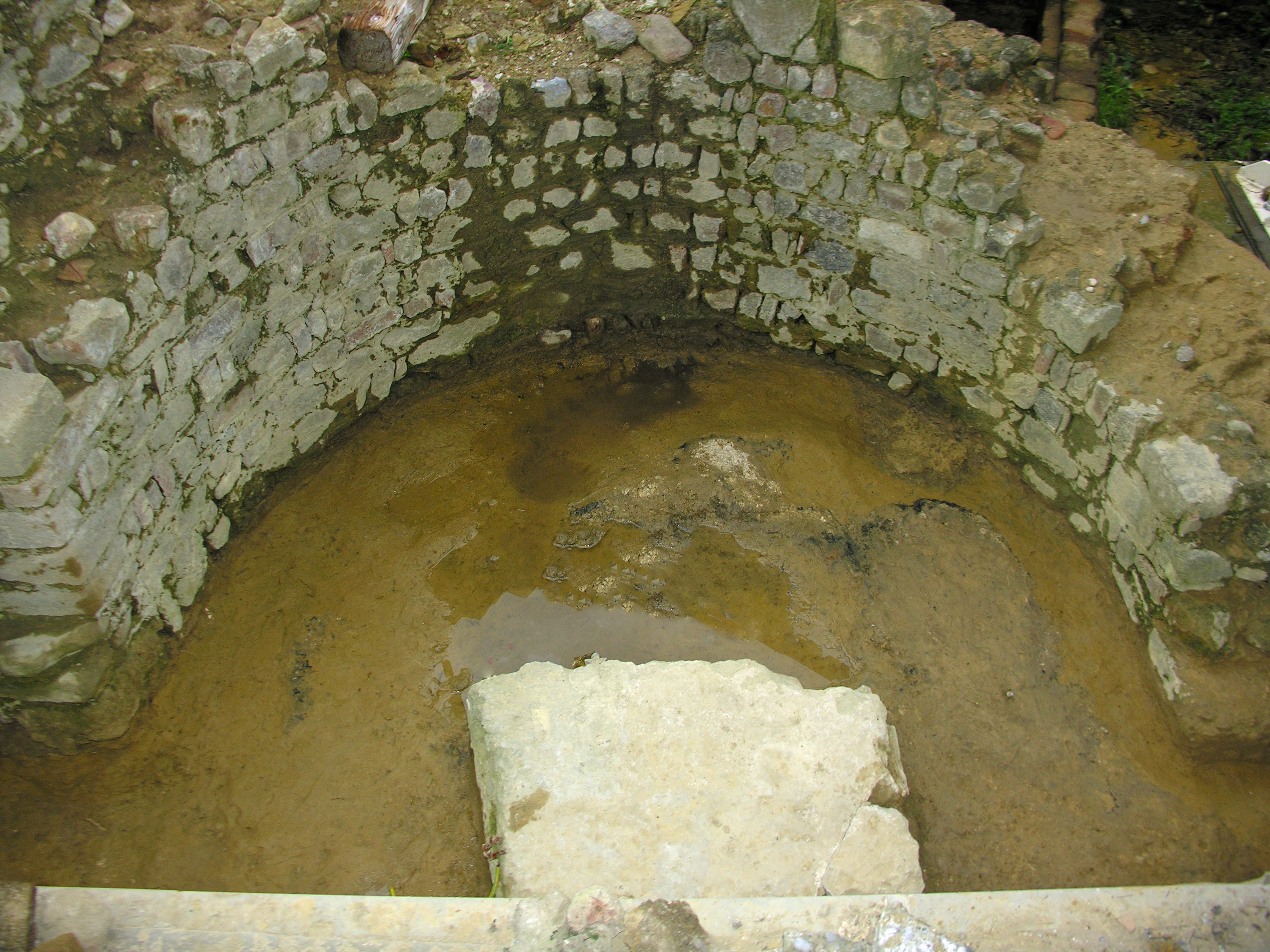
La crypte canonique.

Le parc archéologique de « La Rocca » présente de nombreux témoignages de l'histoire qui s'est déroulée dans son périmètre (qui correspond à la moitié sud de l'ancienne structure défensive) : l'élément le plus monumental est la zone de la crypte canonique, de la dit « de type déambulatoire », où l'on peut voir les murs d'enceinte de la structure du XIe siècle (la petite abside nord est particulièrement intéressante, conservée à plus d'un mètre et demi) et les bases des trois autels originaux, avec des détails relatifs plate-forme; au sud de la crypte, on peut voir les structures bien conservées de la partie inférieure du clocher de 1189-1200, en brique (le pilier en forme de L dans l'angle) et les remplissages, également en brique, créés lors de la l'ensemble de l'ensemble a été transformé en forteresse (XIVe siècle) et le clocher en tour.
En montant de la crypte, sous un grand toit de protection, il est possible de voir ce qui reste de la structure primitive lombarde (VIIIe siècle) et les deux fonts baptismaux (le plus ancien construit entre 941 et 983 ; le plus grand et le plus récent, dont l'ensemble du socle en pierre et brique est conservé, construit entre 1189 et 1200) ; la partie située entre les fonts baptismaux et la crypte est l'endroit où ont été retrouvées les principales traces relatives à la période étrusque et les huit fours à cloche.
En sortant de cette zone, une structure en brique de forme parallélépipédique est clairement visible : il s'agit de la grande citerne de la phase du XIVe siècle (donc florentine) de la forteresse.